# کووالوو
کووالوو (انگلیسی: Kovalevo) یک شهرک در بخش آلکسیفسکی استان بلگورود کشور روسیه است.